# Llac Terkhiin Tsagaan
El llac Terkhiin Tsagaan (mongol: Тэрхийн Цагаан нуур, [tʰirˈçin t͡sʰaˈʁaɴ nʊːr], és un llac d'aigua dolça a les muntanyes Khangai al centre de Mongòlia, situat al sum de Tariat de la província d'Arkhangai. Es troba a 670 km a la capital Ulaanbaatar i a 180 km del centre del sum de Tariat.
El volcà Khorgo es troba prop de l'extrem oriental del llac, 10 rius s'uneixen a aquest llac i només el riu Suman hi neix. El llac es troba al parc nacional de Khorgo-Terkhiin Tsagaan Nuur. Segons l'estudi conjunt de 2022 del Ministeri de Medi Ambient i Turisme de Mongòlia i el Fons Mundial per a la Natura, l'àrea del llac va disminuir un 6,4% des de 7950,0. ha el 1995 a 7440,1 ha el 2015. Això va provocar una reducció de les zones humides en un 23,5% i un augment en un 39,4% de les sorres i les terres erosionades que envolten el llac.

## El conte popular del llac Terkhiin Tsagaan
En temps antics, una mare i el seu fill vivien en aquesta terra i recollien aigua potable d'una petita font que sortia de les profunditats del terra. Després de treure aigua, sempre havien de taponar la font. Un dia, el fill va anar a buscar aigua, però es va oblidar de taponar-la després d'omplir el càntir i es va adormir al costat de la font. Al cap d'uns minuts, la zona es va inundar d'aigua, i la mare, preocupada pel seu fill, va pujar al cim de la muntanya anomenada "Uran Mandal" i va taponar la font. Des de llavors, aquest llac existeix en aquest lloc. El cim de la muntanya "Uran Mandal" es va convertir en la petita illa que s'ha esmentat anteriorment.